# Microchilus fuscatus
Microchilus fuscatus är en orkidéart som beskrevs av Paul Ormerod. Microchilus fuscatus ingår i släktet Microchilus och familjen orkidéer. Inga underarter finns listade i Catalogue of Life.